# Bertram (Iowa)
Bertram é uma cidade localizada no estado americano de Iowa, no Condado de Linn.

## Demografia
Segundo o censo americano de 2000, a sua população era de 681 habitantes. 
Em 2006, foi estimada uma população de 267, um decréscimo de 414 (-60.8%).

## Geografia
De acordo com o United States Census Bureau tem uma área de 
3,3 km², dos quais 3,3 km² cobertos por terra e 0,0 km² cobertos por água. Bertram localiza-se a aproximadamente 232 m acima do nível do mar.

## Localidades na vizinhança
O diagrama seguinte representa as localidades num raio de 16 km ao redor de Bertram. 